# Bob Rogers (Filmproduzent)
Bob Rogers (* 20. Jahrhundert) ist ein US-amerikanischer Filmproduzent, Autor, Filmregisseur und künstlerischer Leiter und Gestalter, der 1983 und 1986 für einen Oscar nominiert war.
Rogers ist Gründer und der kreative Kopf von BRC Imagination Arts, einer 1981 ins Leben gerufenen Design-Agentur, die Marken durch ihre Konzeption zielführend betreut und unverwechselbar zu machen versucht. Einige der weltweit bekanntesten Marken, wie beispielsweise Coca-Cola, Disney, Ford, Heineken, Harrods, Universal Studios, General Motors und Volkswagen, gehören zu den Kunden von BRC.

## Leben
Bob Rogers, ein Absolvent der Disney University, gilt als Verfechter jener Überwältigungsästhetik, die der jeweilige Stand der Animationstechnik möglich macht. Bezogen auf die zahlreichen Expos, bei denen er beratend tätig war, wird er wie folgt zitiert: „Jeder Pavillon auf einer Expo heute, ist besser als sein Äquivalent vor fünfzig Jahren, und zwar wegen des Einflusses von Disney.“ Seit der Gründung von BRC im Jahr 1981 hat das Unternehmen über 300 internationale Auszeichnungen für seine kreativen Ideen erhalten, darunter auch zweimal eine Nominierung für den Oscar, sowie achtzehn THEA Awards für herausragende Leistungen im Bereich Entertainment. Die NASA lud Rogers ein, um sie bei der Entwicklung eines Masterplans zur Erforschung des Mars zu unterstützen, wofür er mit einer NASA Public Service Medal ausgezeichnet wurde.
Im Jahr 1983 erhielt Bob Rogers eine Oscar-Nominierung in der Kategorie „Bester Kurzfilm“ für Ballet Robotique, einen Film, der die Arbeit von Robotern bei der Herstellung von Automobilen zeigt, wobei die Arbeit der Roboter mit Musik unterlegt ist passend zum jeweiligen Arbeitsschritt. Der Film entstand als Hintergrundprojektion für die Show Bird and the Robot des Pavillons von General Motors im Disney-Themenpark Epcot. Den Oscar mit nach Hause nehmen konnte jedoch Christine Oestreicher, die die Auszeichnung für ihren Film A Shocking Accident erhielt.
Auf der Oscarverleihung 1986 war Rogers erneut für einen Oscar in der Kategorie „Bester Kurzfilm“ (Live Action) nominiert, diesmal mit seinem Film Rainbow War. Die Trophäe ging jedoch an Jeffrey D. Brown und Chris Pelzer und ihren Film Molly’s Pilgrim. Für die Animationskomödie Back to Neverland von 1989 mit Walter Cronkite und Robin Williams lieferte Rogers die Vorlage und trat als Co-Produzent auf. Bei dem 1992 entstandene Dokumentar-Kurzfilm To Be an Astronaut war er als Regisseur und Produzent tätig und lieferte auch die Vorlage. Der Film wurde im Lyndon B. Johnson Space Center der NASA in Houston im Besucherbereich gezeigt. Er zeigt das Leben von Astronauten ab dem Moment, wo sie davon erfahren haben, dass sie am nächsten Flug beteiligt sind, angefangen bei Schulungen und Simulationen bis zu dem Zeitpunkt ihres tatsächlichen Fluges.
Für seine bahnbrechende Arbeit in der themenbezogenen Unterhaltung und seine weltweite Berufserfahrung in der Design-Industrie wurde Rogers 2007 mit dem THEA Lifetime Achievement Award geehrt. The Order of Lincoln Medal war eine weitere Auszeichnung, die ihm 2009 für seine Rolle zugesprochen wurde, die er bei der Schaffung der Abraham Lincoln Presidential Library mit seiner Firma BRC gespielt hatte. In Harry Brant Chandlers Buch Dreamers in Dream City ist Rogers neben Walt Disney, Arnold Schwarzenegger und Jerry Bruckheimer, um nur einige zu nennen, eine der beschriebenen 54 Personen.
Im Jahr 2014 wurde Rogers in den Aufsichtsrat der Academy of Motion Picture Arts and Sciences gewählt, die vor allem durch die Verleihung der Academy Awards (Oscars) bekannt geworden ist. Rogers ist außerdem ein ehemaliges Mitglied des Board of Directors der International Association of Amusement Parks and Attractions (IAAPA) und ehemaliges Vorstandsmitglied der Ryman Arts Foundation, die Stipendien für junge Künstler vergibt. Rogers, der sich sowohl als Meister-Geschichtenerzähler, wie auch als Filmemacher, Erfinder und Schriftsteller einen Namen gemacht hat, wurde ob seiner Vielfältigkeit in die Hall of Fame der IAAPA aufgenommen, wo schon Walt und Roy Disney, Walter Knott (Knott’s Berry Farm), Milton S. Hershey (Hershey Company, Hersheypark) und andere Persönlichkeiten ihren Platz gefunden haben.
Für seine Kurzdokumentation The Wedge: Dynasty, Tragedy, Legacy erhielt Rogers 2015 eine Nominierung für den bedeutenden Fernsehpreis Emmy.

## Filmografie (Auswahl)
- 1979: The Magic of Model Railroading (Kurzfilm; Co-Regisseur, Autor)
- 1979: Meadowlark Lemon Presents the World (Kurzfilm; Autor)
- 1980: Closet Cases of the Nerd Kind (Kurzfilm; Autor, Co-Produzent)
- 1982: Ballet Robotique (Kurzfilm; Regisseur, Produzent)
- 1982: Impressions de France (Kurzfilm; Co-Produzent)
- 1982: Aerotest (Kurzfilm; Produzent)
- 1984: The Car of Your Dreams (Kurzfilm; Produzent)
- 1985: Rainbow War (Kurzfilm; Regisseur, Produzent, Autor)
- 1986: Spirit Lodge (Kurzfilm; Produzent)
- 1989: Back to Neverland (Kurzfilm; Autor der Story, Co-Produzent)
- 1990: Robo Show (Kurzfilm; Produzent)
- 1990: Flower Planet (Kurzfilm; Co-Produzent)
- 1992: On Human Destiny (Dokumentar-Kurzfilm; Regisseur, Produzent)
- 1992: To Be an Astronaut (Dokumentar-Kurzfilm; Regisseur, Autor, Produzent)
- 1992: World Song (Kurzfilm; Ausführender Produzent)
- 1994: Mystery Lodge (Kurzfilm; Ausführender Produzent)
- 2001: Animation Celebration (Kurzfilm; Ausführender Produzent)
- 2005: Lincoln’s Eyes (Kurzfilm; Ausführender Produzent)
- 2005: The Civil War in Four Minutes (Kurz-Dokumentation; Ausführender Produzent)
- 2008: Heineken Experience: Born in Amsterdam (Kurzfilm; Kreativdirektor, Autor)
- 2008: Heineken Experience: Brew You (Kurzfilm; Kreativdirektor, Autor)
- 2010: NASA: Exploration Space – Explorers Wanted (Kurzfilm; Kreativdirektor)
- 2010: The Garden (Kurzfilm; Autor, Co-Produzent)
- 2010: The Ghost of the Castle (Kurzfilm; Autor)
- 2010: Dream Big (Kurzfilm; Ausführender Produzent)
- 2013: Gift of Beauty (Kurzfilm; Regisseur, Autor)
- 2013: Beauty Transforms Our World (Kurzfilm; Regisseur, Autor)
- 2014: The Wedge: Dynasty, Tragedy, Legacy (Erzähler, Autor, Co-Produzent)
- 2015: Alex & Sylvia (Kurzfilm; Storyentwickler, Produzent)

## Auszeichnungen (Auswahl)
- 1983: Oscarnominierung für Ballet Robotique
- 1983: Columbus International Film & Video Festival: Gewinner des Bronze Plaque Award mit Ballet Robotique
- 1986: Oscarnominierung für Rainbow War
- 1986: Chicago International Film Festival, nominiert für den Goldenen Hugo mit Rainbow War
- 1987: São Paulo International Film Festival: Gewinner des Critics Awards mit Rainbow War
- 2012: THEA Award: Gewinner des Award of Outstanding Achievement mit The Ghost of the Castle
  - zusammen mit Carmel Lewis, Sameer Kawash, Derek Hibbs, Tom Tait, Lacey Hutchison, Ken Saba, Rich Procter, Mark Hayward, Melissa Schulman, Kyle Valentic, Brendel Geddes, Chuck Roberts, Joe Cashman, Christine On, Todd Kortte, David Kneupper, Patrick N. Sellers, Brian Hutchison, Chelsea Morgan Thomas, Morla Gorrondona
- 2015: Emmy-Nominierung für The Wedge: Dynasty, Tragedy, Legacy
  - zusammen mit R. H. Greene, Emily Mae Heller, Stephen Rebori

außerdem:
- NASA Public Service Medal
- Order of Lincoln Medal
- Mitglied in der Hall of Fame der IAAPA
- THEA Lifetime Achievement Award